# Wincenty (Grifoni)
Wincenty, imię świeckie Victor Grifoni (ur. 23 sierpnia 1954 w Bukareszcie) – duchowny Rumuńskiego Kościoła Prawosławnego, od 2009 biskup Slobozii i Călărași. 

## Życiorys
Święcenia prezbiteratu przyjął w 1983. Chirotonię biskupią otrzymał 12 stycznia 1994.